# احمد الصبیح
احمد الصبیح (عربی: أحمد الصبيح؛ زادهٔ ۶ اکتبر ۱۹۸۰) بازیکن فوتبال اهل کویت بود.
از باشگاه‌هایی که در آن بازی کرده‌است می‌توان به باشگاه ورزشی الکویت اشاره کرد.
وی همچنین در تیم ملی فوتبال کویت بازی کرده‌است.